# Gerti Gruner
Gertraud „Gerti“ Gruner (auch Gerti Grunner) ist eine deutsche Filmeditorin.

## Karriere
Zu Beginn ihrer beruflichen Laufbahn arbeitete Gruner ab 1960 im Bereich der Animations- und Puppentrickfilme der DEFA. Ab den 1970er Jahren wandte sich Gruner dem Schnitt in Spiel-, Fernseh- und Dokumentarfilmen zu, darunter mehrere Episoden von Polizeiruf 110.

## Filmografie
- 1962: Hans Huckebein – Der Unglücksrabe[3]
- 1963: Unternehmen Proxima Centauri[4] (Puppentrickfilm)
- 1963: Nur ein Märchen[5] (Puppentrickfilm)
- 1965: Steinzeitlegende[6]
- 1966: Mode[7]
- 1968: Nörgel & Söhne
- 1969: Drei von der K (Fernsehserie, 11 Folgen)
- 1973–1990: Polizeiruf 110 (Fernsehreihe)
  - 1973:  Nachttresor
  - 1974:  Kein Paradies für Elstern
  - 1975:  Ein Fall ohne Zeugen
  - 1975:  Im Alter von … (Erstausstrahlung: 23. Juni 2011)[8]
  - 1978:  Holzwege
  - 1980:  Die Entdeckung
  - 1981:  Trüffeljagd
  - 1982:  Der Unfall
  - 1983:  Es ist nicht immer Sonnenschein
  - 1983:  Schnelles Geld
  - 1985:  Verlockung
  - 1990:  Falscher Jasmin
- 1977: Zweite Liebe – ehrenamtlich
- 1979: Herbstzeit
- 1979: Marta, Marta
- 1983: Die lieben Luder
- 1987: Einzug ins Paradies
- 1988: Der Vogel
- 1988: Stunde der Wahrheit
- 1988: Der lange Weg zu Angerer
- 1995: Stubbe – Von Fall zu Fall: Stubbe sieht rot
- 1995: Stubbe – Von Fall zu Fall: Stubbes Urlaub